# Zuid-Amerikaans kampioenschap voetbal onder 20 - 2011
De Zuid-Amerikaans kampioenschap voetbal onder 20 - 2011 werd gehouden van 16 januari 2011 tot en met 12 februari 2011 in Peru. De topvier plaatste zich voor het Wereldkampioenschap voetbal onder 20 - 2011 in Colombia. De nummers één en twee plaatsten zich voor de Olympische Zomerspelen 2012 in Londen. Omdat Colombia als gastland al rechtstreeks was geplaatst voor het WK onder 20, zou, indien Colombia in de topvier zou eindigen, de nummer vijf zich plaatsen voor dat WK.

## Deelnemende teams
- Argentinië
- Bolivia
- Brazilië
- Chili
- Colombia
- Ecuador
- Paraguay
- Peru (gastland)
- Uruguay
- Venezuela

## Speelsteden
| Moquegua                       | Arequipa                                                 | Tacna                        |
| ------------------------------ | -------------------------------------------------------- | ---------------------------- |
| Estadio 25 de Noviembre 21.000 | Estadio de la Universidad Nacional de San Agustín 40.000 | Estadio Jorge Basadre 19.850 |
|                                |                                                          |                              |

## Eerste Groepsfase
|  | Eerste drie teams door naar tweede ronde |
|  | Laatste 2 teams uitgeschakeld            |

Alle tijden zijn lokaal UTC−5

#### Groep A
| Team       | AW | G | G | V | DV | DT | DS | Pts |
| ---------- | -- | - | - | - | -- | -- | -- | --- |
| Argentinië | 4  | 3 | 1 | 0 | 8  | 4  | +4 | 10  |
| Chili      | 4  | 2 | 0 | 2 | 6  | 8  | −2 | 6   |
| Uruguay    | 4  | 1 | 1 | 2 | 6  | 5  | +1 | 4   |
| Peru       | 4  | 1 | 1 | 2 | 4  | 5  | −1 | 4   |
| Venezuela  | 4  | 0 | 3 | 1 | 4  | 6  | −2 | 3   |

|                             |                      |         |             |                                                                |
| 16 januari 2011 15:00 UTC−5 | Argentinië           | 2 – 1   | Uruguay     | Estadio Virgen de Chapi, Arequipa Scheidsrechter: Wilmar Rodán |
| 16 januari 2011 15:00 UTC−5 | Hoyos 58' Iturbe 90' | Verslag | Polenta 37' | Estadio Virgen de Chapi, Arequipa Scheidsrechter: Wilmar Rodán |

|                             |      |         |                             |                                                                 |
| 16 januari 2011 17:10 UTC−5 | Peru | 0 – 2   | Chili                       | Estadio Virgen de Chapi, Arequipa Scheidsrechter: Antonio Arias |
| 16 januari 2011 17:10 UTC−5 |      | Verslag | Reyes 52' Jose Martinez 60' | Estadio Virgen de Chapi, Arequipa Scheidsrechter: Antonio Arias |

|                             |             |         |                            |                                                                                      |
| 19 januari 2011 17:30 UTC−5 | Peru        | 1 – 2   | Argentinië                 | Estadio Virgen de Chapi, Arequipa Toeschouwers: 45.000 Scheidsrechter: Wilson Semene |
| 19 januari 2011 17:30 UTC−5 | Callens 65' | Verslag | Funes Mori 2' Zuculini 86' | Estadio Virgen de Chapi, Arequipa Toeschouwers: 45.000 Scheidsrechter: Wilson Semene |

|                             |           |         |               |                                                               |
| 19 januari 2011 19:30 UTC−5 | Venezuela | 1 – 1   | Uruguay       | Estadio Virgen de Chapi, Arequipa Scheidsrechter: Raúl Orosco |
| 19 januari 2011 19:30 UTC−5 | Reyes 19' | Verslag | Rodríguez 58' | Estadio Virgen de Chapi, Arequipa Scheidsrechter: Raúl Orosco |

|                             |            |         |            |                                                                 |
| 22 januari 2011 15:00 UTC−5 | Argentinië | 1 – 1   | Venezuela  | Estadio Virgen de Chapi, Arequipa Scheidsrechter: Antonio Arias |
| 22 januari 2011 15:00 UTC−5 | Araujo 55' | Verslag | Orozco 65' | Estadio Virgen de Chapi, Arequipa Scheidsrechter: Antonio Arias |

|                             |       |         |                                         |                                                              |
| 22 januari 2011 17:10 UTC−5 | Chili | 0 – 4   | Uruguay                                 | Estadio Virgen de Chapi, Arequipa Scheidsrechter: Omar Ponce |
| 22 januari 2011 17:10 UTC−5 |       | Verslag | Ceppelini 10', 44' Luna 73' Polenta 77' | Estadio Virgen de Chapi, Arequipa Scheidsrechter: Omar Ponce |

|                             |           |         |                             |                                                               |
| 24 januari 2011 18:00 UTC−5 | Chili     | 1 – 3   | Argentinië                  | Estadio Virgen de Chapi, Arequipa Scheidsrechter: Raúl Orosco |
| 24 januari 2011 18:00 UTC−5 | Pérez 69' | Verslag | Ferreyra 58', 67' Mosca 73' | Estadio Virgen de Chapi, Arequipa Scheidsrechter: Raúl Orosco |

|                             |             |         |            |                                                                 |
| 24 januari 2011 20:10 UTC−5 | Peru        | 1 – 1   | Venezuela  | Estadio Virgen de Chapi, Arequipa Scheidsrechter: Wilmar Roldán |
| 24 januari 2011 20:10 UTC−5 | Montani 15' | Verslag | Orozco 78' | Estadio Virgen de Chapi, Arequipa Scheidsrechter: Wilmar Roldán |

|                             |                                    |         |           |                                                                            |
| 27 januari 2011 18:00 UTC−5 | Chili                              | 3 – 1   | Venezuela | Estadio Monumental Virgen de Chapi, Arequipa Scheidsrechter: Wilson Semené |
| 27 januari 2011 18:00 UTC−5 | Pinto 24' Gallegos 45' Márquez 86' | Verslag | Meza 14'  | Estadio Monumental Virgen de Chapi, Arequipa Scheidsrechter: Wilson Semené |

|                             |                       |         |         |                                                                         |
| 27 januari 2011 20:10 UTC−5 | Peru                  | 2 – 0   | Uruguay | Estadio Monumental Virgen de Chapi, Arequipa Scheidsrechter: Omar Ponce |
| 27 januari 2011 20:10 UTC−5 | Ojeda 15' Donayre 71' | Verslag |         | Estadio Monumental Virgen de Chapi, Arequipa Scheidsrechter: Omar Ponce |

#### Groep B
| Team     | AW | G | G | V | DV | DT | DS | Pts |
| -------- | -- | - | - | - | -- | -- | -- | --- |
| Brazilië | 4  | 3 | 1 | 0 | 8  | 4  | +4 | 10  |
| Ecuador  | 4  | 2 | 1 | 1 | 5  | 3  | +2 | 7   |
| Colombia | 4  | 1 | 2 | 1 | 7  | 8  | −1 | 5   |
| Paraguay | 4  | 1 | 1 | 2 | 6  | 8  | −2 | 4   |
| Bolivia  | 4  | 0 | 1 | 3 | 3  | 7  | −4 | 1   |

|                             |             |         |               |                                                              |
| 17 januari 2011 19:00 UTC−5 | Colombia    | 1 – 1   | Ecuador       | Estadio Jorge Basadre, Tacna Scheidsrechter: Víctor Carrillo |
| 17 januari 2011 19:00 UTC−5 | Cardona 71' | Verslag | Sevillano 29' | Estadio Jorge Basadre, Tacna Scheidsrechter: Víctor Carrillo |

|                             |                           |         |                          |                                                         |
| 17 januari 2011 21:10 UTC−5 | Brazilië                  | 4 – 2   | Paraguay                 | Estadio Jorge Basadre, Tacna Scheidsrechter: Diego Abal |
| 17 januari 2011 21:10 UTC−5 | Neymar 25', 33', 60', 63' | Verslag | Viera 51' Montenegro 84' | Estadio Jorge Basadre, Tacna Scheidsrechter: Diego Abal |

|                             |         |         |            |                                                               |
| 20 januari 2011 19:00 UTC−5 | Bolivia | 0 – 1   | Paraguay   | Estadio Jorge Basadre, Tacna Scheidsrechter: Marlon Escalante |
| 20 januari 2011 19:00 UTC−5 |         | Verslag | Torres 23' | Estadio Jorge Basadre, Tacna Scheidsrechter: Marlon Escalante |

|                             |                    |         |                                     |                                                            |
| 20 januari 2011 21:10 UTC−5 | Colombia           | 1 – 3   | Brazilië                            | Estadio Jorge Basadre, Tacna Scheidsrechter: Dario Ubriaco |
| 20 januari 2011 21:10 UTC−5 | Cardona 65' (pen.) | Verslag | Casimiro 55' Willian 63' Neymar 86' | Estadio Jorge Basadre, Tacna Scheidsrechter: Dario Ubriaco |

|                             |              |         |          |                                                                |
| 23 januari 2011 11:30 UTC−5 | Brazilië     | 1 – 1   | Bolivia  | Estadio 25 de Noviembre, Moquegua Scheidsrechter: Jorge Osorio |
| 23 januari 2011 11:30 UTC−5 | Henrique 41' | Verslag | Rios 76' | Estadio 25 de Noviembre, Moquegua Scheidsrechter: Jorge Osorio |

|                             |             |         |          |                                                                 |
| 23 januari 2011 13:40 UTC−5 | Ecuador     | 1 – 0   | Paraguay | Estadio 25 de Noviembre, Moquegua Scheidsrechter: Dario Ubriaco |
| 23 januari 2011 13:40 UTC−5 | Montaño 60' | Verslag |          | Estadio 25 de Noviembre, Moquegua Scheidsrechter: Dario Ubriaco |

|                             |                        |         |          |                                                              |
| 25 januari 2011 19:00 UTC−5 | Colombia               | 2 – 1   | Bolivia  | Estadio Jorge Basadre, Tacna Scheidsrechter: Víctor Carrillo |
| 25 januari 2011 19:00 UTC−5 | Franco 21' Escobar 37' | Verslag | Rios 57' | Estadio Jorge Basadre, Tacna Scheidsrechter: Víctor Carrillo |

|                             |         |         |              |                                                         |
| 25 januari 2011 21:10 UTC−5 | Ecuador | 0 – 1   | Brazilië     | Estadio Jorge Basadre, Tacna Scheidsrechter: Diego Abal |
| 25 januari 2011 21:10 UTC−5 |         | Verslag | Henrique 24' | Estadio Jorge Basadre, Tacna Scheidsrechter: Diego Abal |

|                             |                                   |         |          |                                                               |
| 28 januari 2011 19:00 UTC−5 | Ecuador                           | 3 – 1   | Bolivia  | Estadio Jorge Basadre, Tacna Scheidsrechter: Marlon Escalante |
| 28 januari 2011 19:00 UTC−5 | Chalá 51' Caicedo 61' Montaño 83' | Verslag | Rios 42' | Estadio Jorge Basadre, Tacna Scheidsrechter: Marlon Escalante |

|                             |                             |         |                          |                                                           |
| 28 januari 2011 21:10 UTC−5 | Colombia                    | 3 – 3   | Paraguay                 | Estadio Jorge Basadre, Tacna Scheidsrechter: Jorge Osorio |
| 28 januari 2011 21:10 UTC−5 | Cardona 39', 87' Ortega 68' | Verslag | Correa 32' Ruiz 37', 57' | Estadio Jorge Basadre, Tacna Scheidsrechter: Jorge Osorio |

## Eindronde
| Gekwalificeerd voor het WK-20 en de Olympische Spelen           |
| Gekwalificeerd voor het WK-20 en niet voor de Olympische Spelen |

| Team       | AW | G | G | V | DV | DT | DS  | Pts |
| ---------- | -- | - | - | - | -- | -- | --- | --- |
| Brazilië   | 5  | 4 | 0 | 1 | 15 | 3  | +12 | 12  |
| Uruguay    | 5  | 3 | 1 | 1 | 4  | 7  | −3  | 10  |
| Argentinië | 5  | 3 | 0 | 2 | 7  | 5  | +2  | 9   |
| Ecuador    | 5  | 2 | 2 | 1 | 3  | 2  | +1  | 8   |
| Chili      | 5  | 1 | 0 | 4 | 6  | 11 | −5  | 3   |
| Colombia*  | 5  | 0 | 1 | 4 | 1  | 8  | −7  | 1   |

- Colombia als gastland automatisch gekwalificeerd voor het Wereldkampioenschap voetbal onder 20 - 2011

Alle tijden zijn lokaal UTC−5
|                             |          |         |          |                                                                         |
| 31 januari 2011 16:50 UTC−5 | Uruguay  | 1 – 0   | Colombia | Estadio Monumental Virgen de Chapi, Arequipa Scheidsrechter: Diego Abal |
| 31 januari 2011 16:50 UTC−5 | Luna 42' | Verslag |          | Estadio Monumental Virgen de Chapi, Arequipa Scheidsrechter: Diego Abal |

|                             |            |         |             |                                                                            |
| 31 januari 2011 19:00 UTC−5 | Argentinië | 0 – 1   | Ecuador     | Estadio Monumental Virgen de Chapi, Arequipa Scheidsrechter: Wilson Seneme |
| 31 januari 2011 19:00 UTC−5 |            | Verslag | Montaño 46' | Estadio Monumental Virgen de Chapi, Arequipa Scheidsrechter: Wilson Seneme |

|                             |              |         |                                                          |                                                                         |
| 31 januari 2011 21:10 UTC−5 | Chili        | 1 – 5   | Brazilië                                                 | Estadio Monumental Virgen de Chapi, Arequipa Scheidsrechter: Omar Ponce |
| 31 januari 2011 21:10 UTC−5 | Carrasco 19' | Verslag | Neymar 17', 47' Lucas 65' Diego Maurício 81' Willian 89' | Estadio Monumental Virgen de Chapi, Arequipa Scheidsrechter: Omar Ponce |

|                             |                                |         |          |                                                                          |
| 3 februari 2011 16:50 UTC−5 | Brazilië                       | 2 – 0   | Colombia | Estadio Monumental Virgen de Chapi, Arequipa Scheidsrechter: Raúl Orosco |
| 3 februari 2011 16:50 UTC−5 | Casemiro 3' Diego Maurício 89' | Verslag |          | Estadio Monumental Virgen de Chapi, Arequipa Scheidsrechter: Raúl Orosco |

|                             |                             |         |                                               |                                                                              |
| 3 februari 2011 19:00 UTC−5 | Chili                       | 2 – 3   | Argentinië                                    | Estadio Monumental Virgen de Chapi, Arequipa Scheidsrechter: Víctor Carrillo |
| 3 februari 2011 19:00 UTC−5 | Carrasco 15' Gallegos 90+1' | Verslag | Ferreyra 50' (pen.) Iturbe 62' Tagliafico 72' | Estadio Monumental Virgen de Chapi, Arequipa Scheidsrechter: Víctor Carrillo |

|                             |            |         |             |                                                                            |
| 3 februari 2011 21:10 UTC−5 | Uruguay    | 1 – 1   | Ecuador     | Estadio Monumental Virgen de Chapi, Arequipa Scheidsrechter: Antonio Arias |
| 3 februari 2011 21:10 UTC−5 | Mayada 17' | Verslag | Montaño 59' | Estadio Monumental Virgen de Chapi, Arequipa Scheidsrechter: Antonio Arias |

|                             |          |         |       |                                                                            |
| 6 februari 2011 15:50 UTC−5 | Uruguay  | 1 – 0   | Chili | Estadio Monumental Virgen de Chapi, Arequipa Scheidsrechter: Wilson Seneme |
| 6 februari 2011 15:50 UTC−5 | Luna 37' | Verslag |       | Estadio Monumental Virgen de Chapi, Arequipa Scheidsrechter: Wilson Seneme |

|                             |                                 |         |             |                                                                            |
| 6 februari 2011 18:00 UTC−5 | Argentinië                      | 2 – 1   | Brazilië    | Estadio Monumental Virgen de Chapi, Arequipa Scheidsrechter: Wilmar Roldán |
| 6 februari 2011 18:00 UTC−5 | Funes Mori 7' (pen.) Iturbe 68' | Verslag | Willian 55' | Estadio Monumental Virgen de Chapi, Arequipa Scheidsrechter: Wilmar Roldán |

|                             |         |       |         |                                                                               |
| 6 februari 2011 20:10 UTC−5 | Ecuador | 0 – 0 | Ecuador | Estadio Monumental Virgen de Chapi, Arequipa Scheidsrechter: Marlon Escalante |
| 6 februari 2011 20:10 UTC−5 | Verslag |       |         | Estadio Monumental Virgen de Chapi, Arequipa Scheidsrechter: Marlon Escalante |

|                             |         |         |             |                                                                              |
| 9 februari 2011 16:50 UTC−5 | Ecuador | 0 – 1   | Brazilië    | Estadio Monumental Virgen de Chapi, Arequipa Scheidsrechter: Víctor Carrillo |
| 9 februari 2011 16:50 UTC−5 |         | Verslag | Casimiro 8' | Estadio Monumental Virgen de Chapi, Arequipa Scheidsrechter: Víctor Carrillo |

|                             |          |         |                                      |                                                                            |
| 9 februari 2011 19:00 UTC−5 | Colombia | 1 – 3   | Chili                                | Estadio Monumental Virgen de Chapi, Arequipa Scheidsrechter: Antonio Arias |
| 9 februari 2011 19:00 UTC−5 |          | Verslag | Gallegos 23' Bustos 42' Carrasco 47' | Estadio Monumental Virgen de Chapi, Arequipa Scheidsrechter: Antonio Arias |

|                             |            |         |            |                                                                          |
| 9 februari 2011 21:10 UTC−5 | Uruguay    | 1 – 0   | Argentinië | Estadio Monumental Virgen de Chapi, Arequipa Scheidsrechter: Raúl Orosco |
| 9 februari 2011 21:10 UTC−5 | Vecino 64' | Verslag |            | Estadio Monumental Virgen de Chapi, Arequipa Scheidsrechter: Raúl Orosco |

|                              |          |         |                                         |                                                                               |
| 12 februari 2011 16:50 UTC−5 | Colombia | 0 – 2   | Argentinië                              | Estadio Monumental Virgen de Chapi, Arequipa Scheidsrechter: Marlon Escalante |
| 12 februari 2011 16:50 UTC−5 |          | Verslag | Facundo Ferreyra 14' Bruno Zuculini 32' | Estadio Monumental Virgen de Chapi, Arequipa Scheidsrechter: Marlon Escalante |

|                              |            |         |       |                                                                            |
| 12 februari 2011 19:00 UTC−5 | Ecuador    | 1 – 0   | Chili | Estadio Monumental Virgen de Chapi, Arequipa Scheidsrechter: Wilmar Roldán |
| 12 februari 2011 19:00 UTC−5 | Arroyo 72' | Verslag |       | Estadio Monumental Virgen de Chapi, Arequipa Scheidsrechter: Wilmar Roldán |

|                              |         |         |                                                |                                                                            |
| 12 februari 2011 21:10 UTC−5 | Uruguay | 0 – 6   | Brazilië                                       | Estadio Monumental Virgen de Chapi, Arequipa Scheidsrechter: Antonio Arias |
| 12 februari 2011 21:10 UTC−5 |         | Verslag | Lucas 40', 42', 80' Danilo 51' Neymar 57', 62' | Estadio Monumental Virgen de Chapi, Arequipa Scheidsrechter: Antonio Arias |

## Gekwalificeerd voor hetWereldkampioenschap voetbal onder 20 - 2011
- Uruguay
- Brazilië
- Argentinië
- Ecuador
- Colombia (als gastland)

## Gekwalificeerd voor deOlympische Zomerspelen 2012
- Uruguay
- Brazilië